# Johnny Mathis

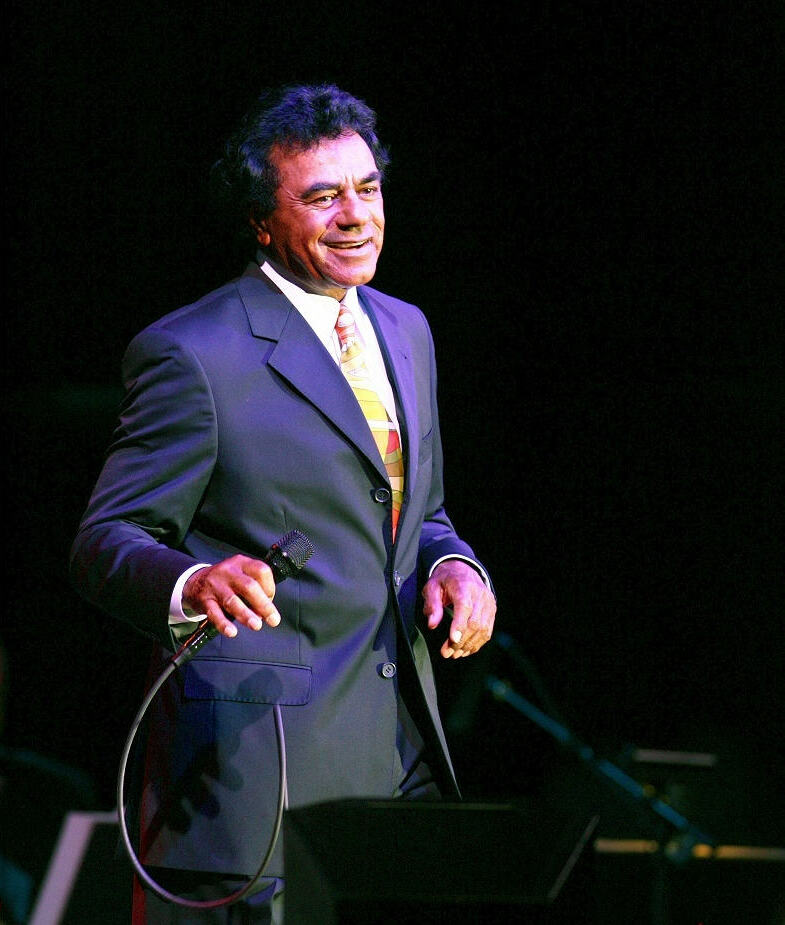
Johnny Mathis (2006)

Johnny Mathis, właśc. John Royce Mathis (ur. 30 września 1935 w Gilmer) – amerykański piosenkarz.
Od 1956 studiował w San Francisco State College. Swój pierwszy przebój “Wonderful!, Wonderful!” nagrał w 1955.
Kilka płyt poświęcił utworom znanych kompozytorów: Burta Bacharacha, Berta Kaempferta, Johna Lennona i Paula McCartneya.
Występował w duetach m.in. z Barbrą Streisand, Naną Mouskouri, Dionne Warwick i Natalie Cole.
W l. 90. XX w. występował regularnie w ekskluzywnych salach Atlantic City i Las Vegas. W 1993 trzykrotnie wystąpił w Carnegie Hall w Nowym Jorku.
Najpopularniejsze nagrania: "Riviera", "Johnny One Note", "The Twelfth of Never", "It’s Not for Me to Say", "What Will Mary Say", "Maria".

## Wybrana dyskografia
- Johnny Mathis (1957)
- Faithfully (1960)
- Rapture (1962)
- The Impossible Dream (1969)
- The Long and Winding Road (1970)
- The First 25 Years (1981)
- All About Love (1996)
- The Love Songs (1998)
- Mathis on Broadway (2000)